# Daniela di Giacomo

Daniela di Giacomo

Daniela Anette di Giacomo di Giovanni (sinh ngày 5 tháng 5 năm 1985) là Hoa hậu Quốc tế Venezuela 2005 và là Hoa hậu Quốc tế 2006.
Tại cuộc thi Hoa hậu Quốc tế lần thứ 46 được tổ chức tại thủ đô Bắc Kinh, Trung Quốc, Daniela đã vượt qua 51 thí sinh khác để giành danh hiệu Hoa hậu Quốc tế 2006. Cô là hoa hậu quốc tế thứ năm của Venezuela, đưa đất nước này trở trành quốc gia nhiều lần đoạt danh hiệu Hoa hậu Quốc tế nhất.